# Premio Kyōto per la tecnologia
Il premio Kyōto per la tecnologia è un premio annuale assegnato dal 1985 dalla fondazione Inamori ed una delle tre categorie del Premio Kyōto. I vincitori sono personalità che si sono particolarmente distinte in un particolare campo della tecnologia, secondo una rotazione annuale nell'ambito dell'elettronica, della biotecnologia e delle tecnologie medicali, della scienza e ingegneria dei materiali e dell'informatica.

## Vincitori del premio Kyōto - Categoria tecnologia
| Anno | Vincitore                                                             | Sezione                             | Nazionalità                 |
| ---- | --------------------------------------------------------------------- | ----------------------------------- | --------------------------- |
| 1985 | Rudolf Emil Kálmán                                                    | elettronica                         | Stati Uniti                 |
| 1986 | Nicole Marthe Le Douarin                                              | biotecnologia e tecnologie medicali | Francia                     |
| 1987 | Morris Cohen                                                          | scienza e ingegneria dei materiali  | Stati Uniti                 |
| 1988 | John McCarthy                                                         | informatica                         | Stati Uniti                 |
| 1989 | Amos E. Joel, Jr.                                                     | elettronica                         | Stati Uniti                 |
| 1990 | Sydney Brenner                                                        | biotecnologia e tecnologie medicali | Regno Unito                 |
| 1991 | Michael Szwarc                                                        | scienza e ingegneria dei materiali  | Stati Uniti                 |
| 1992 | Maurice Vincent Wilkes                                                | informatica                         | Stati Uniti                 |
| 1993 | Jack St. Clair Kilby                                                  | elettronica                         | Stati Uniti                 |
| 1994 | Paul Christian Lauterbur                                              | biotecnologia e tecnologie medicali | Stati Uniti                 |
| 1995 | George William Gray                                                   | scienza e ingegneria dei materiali  | Regno Unito                 |
| 1996 | Donald Ervin Knuth                                                    | informatica                         | Stati Uniti                 |
| 1997 | Federico Faggin Stanley Mazor Marcian Edward Jr. Hoff Masatoshi Shima | elettronica                         | Italia Stati Uniti Giappone |
| 1998 | Kurt Wüthrich                                                         | biotecnologia e tecnologie medicali | Svizzera                    |
| 1999 | W. David Kingery                                                      | scienza e ingegneria dei materiali  | Stati Uniti                 |
| 2000 | Antony Hoare                                                          | informatica                         | Regno Unito                 |
| 2001 | Žores Ivanovič Alfërov Izuo Hayashi Morton B. Panish                  | elettronica                         | Russia Giappone Stati Uniti |
| 2002 | Leroy Edward Hood                                                     | biotecnologia e tecnologie medicali | Stati Uniti                 |
| 2003 | George McClelland Whitesides                                          | scienza e ingegneria dei materiali  | Stati Uniti                 |
| 2004 | Alan Curtis Kay                                                       | informatica                         | Stati Uniti                 |
| 2005 | George H. Heilmeier                                                   | elettronica                         | Stati Uniti                 |
| 2006 | Leonard Herzenberg                                                    | biotecnologia e tecnologie medicali | Stati Uniti                 |
| 2007 | Hiroo Inokuchi                                                        | scienza e ingegneria dei materiali  | Giappone                    |
| 2008 | Richard Karp                                                          | informatica                         | Stati Uniti                 |
| 2009 | Isamu Akasaki                                                         | elettronica                         | Giappone                    |
| 2010 | Shin'ya Yamanaka                                                      | biotecnologie                       | Giappone                    |
| 2011 | John Werner Cahn                                                      | scienza e ingegneria dei materiali  | Stati Uniti                 |
| 2012 | Ivan Sutherland                                                       | informatica                         | Stati Uniti                 |
| 2013 | Robert H. Dennard                                                     | elettronica                         | Stati Uniti                 |
| 2014 | Robert Samuel Langer                                                  | biotecnologie                       | Stati Uniti                 |
| 2015 | Toyoki Kunitake                                                       | scienza e ingegneria dei materiali  | Giappone                    |
| 2016 | Takeo Kanade                                                          | informatica                         | Giappone                    |
| 2017 | Takashi Mimura                                                        | elettronica                         | Giappone                    |
| 2018 | Karl Deisseroth                                                       | biotecnoligie e tecnologie medicali | Stati Uniti                 |
| 2019 | Ching W. Tang                                                         | scienza e ingegneria dei materiali  | Cina/Stati Uniti            |
| 2020 | NON ASSEGNATO                                                         | COVID-19                            |                             |
| 2021 | Andrew Chi-Chih Yao                                                   | informatica                         | Cina                        |
| 2022 | Carver Mead                                                           | elettronica                         | Stati Uniti                 |
| 2023 | Ryuzo Yanagimachi                                                     | biotecnoligie e tecnologie medicali | Stati Uniti                 |
| 2024 | John Pendry                                                           | scienza e ingegneria dei materiali  | Regno Unito                 |
| 2025 | Shun-ichi Amari                                                       | informatica                         | Giappone                    |